# Jean-Claude Lecante
Jean-Claude Lecante (ur. 12 listopada 1934 w Saint-Ouen-sur-Seine) – francuski kolarz torowy, srebrny medalista olimpijski

## Kariera
Największy sukces w karierze Jean-Claude Lecante osiągnął w 1956 roku, kiedy Francuzi w składzie: Michel Vermeulin, Jean-Claude Lecante, René Bianchi i Jean Graczyk zdobyli srebrny medal w drużynowym wyścigu na dochodzenie podczas igrzysk olimpijskich w Melbourne. Był to jedyny medal wywalczony przez Lecante na międzynarodowej imprezie tej rangi. Nigdy nie zdobył medalu na szosowych ani torowych mistrzostwach świata.